# Claude Darget
Pour les articles homonymes, voir Darget.
Christian Savarit, dit Claude Darget, né le 26 janvier 1910 dans le 5e arrondissement de Paris et mort le 26 mars 1992 à Antony, est un journaliste de radio et de télévision française.

## Biographie
Son père, Célestin-Maurice Savarit, est journaliste et dirige T.S.F.-Revue. Sa mère, France Darget, est poète et créatrice de la troupe de théâtre Le Coryphée.
Claude Darget fait ses études au collège de Fontainebleau, puis au Lycée Henri-IV, à Paris, où il obtient son baccalauréat. Après quoi il travaille notamment comme employé de banque, avant d'effectuer son service militaire en 1933, affecté aux Services météorologiques de l'Armée et chargé de lire, chaque jour, au micro, les prévisions atmosphériques. Démobilisé, il passe, en 1936, un concours de speaker et débute à Paris-P.T.T., puis devient, en 1937, journaliste à Radio Vitus, avant de rejoindre, en 1938, Le Poste parisien. Il assure les commentaires d'actualités cinématographiques, par exemple le 22 mai 1942 et en 1943 le court-métrage pour la fête des Mères Maternité du secrétariat à la Famille et à la Jeunesse avec Gilberte Géniat dont il assure le commentaire (court métrage diffusé sur Arte), ce qui ne l'empêche pas de faire partie du réseau de résistance « Crénesse-Guignebert » et d'être correspondant de guerre pendant la campagne de Hollande et de Belgique (1944-1945).
Après la Seconde Guerre mondiale il devient reporter radio à la Radiodiffusion-télévision française (RTF), mais il est intéressé par la télévision et en parle à Pierre Sabbagh qui l'engage en 1952 pour le journal télévisé. Ses premiers essais sont désastreux : autant il manifeste de l'aisance et a du bagou à la radio, autant il est mal à l'aise et perd tous ses moyens à la télévision. Il s'obstine et répète tout seul dans un petit studio en visionnant de vieilles bandes. Son premier reportage porte sur l'élection à la présidence de la République de René Coty en 1953.
Il est réputé pour ses commentaires personnels souriants, désinvoltes ou acides. Ainsi, commentant le mariage du prince Albert en 1959, il dit : "Les gardes, impassibles, ont l'arme au pied. Nous, nous avons la larme à l'œil". Il est attaqué par les organisateurs de combats de catch qui lui reprochent de démystifier ce sport, ce qui lui vaudra d'être écarté temporairement par la direction des émissions sportives. 
À la télévision, ses collègues le surnomment « Monsieur Pas d'Accord ». Philippe Bouvard le décrit comme « un défenseur du consommateur en matière d'informations ».
Le rôle de Claude Darget ainsi que des autres présentateurs du journal télévisé s'estompe lorsqu'Alain Peyrefitte est nommé ministre de l'Information en 1962, déclarant à Léon Zitrone que dorénavant, « le journaliste devrait s'effacer devant l'information ». N'ayant pas obtenu le reclassement auquel, par son ancienneté, il estime avoir droit, il fait un procès à la RTF, réclamant d'importants dommages et intérêts, estimant en outre, être le journaliste « le plus persécuté de la télévision ».
Claude Darget est alors cantonné à deux émissions : l'une de philatélie, dont il est amateur averti, l'autre qu'il commente de 1952 à 1966 La Vie des animaux réalisée par Frédéric Rossif. Ses commentaires sont parfois acerbes, mais également très poétiques. 
En mai 1968, les journalistes de l'ORTF se mettent en grève, protestant ainsi contre la pression de l'État sur leur liberté d'expression. Le président Charles de Gaulle considère le geste comme une trahison au moment où le pays traverse une grave crise et ils sont tous licenciés le 31 juillet 1968. Claude Darget n'a jamais été indemnisé pour ce licenciement tant abusif que politique. Il s'occupe alors uniquement de ses activités philatéliques notamment au Figaro[réf. nécessaire].
Philippe Bouvard retrouve plus tard Claude Darget pour l'interviewer à la télévision. Lorsqu'il demande à celui-ci : « Qu'avez-vous fait en quittant la télévision ? », Darget lui répond, philosophe et avec son impertinence coutumière qui est voisine de celle de Bouvard : « Ma foi, j'ai fait ce que vous feriez si demain on vous mettait à la porte ». Bouvard apprécie visiblement ce trait d'esprit digne des plus grandes années de son ami[réf. nécessaire].
Claude Darget a également participé à l'animation de l'émission de mi-journée sur Europe 1, 32 millions pour une réponse de plus, dans les années 1970, avant d'être remplacé par Pierre Bellemare.
Claude Darget brocarde le côté parfois obséquieux de Léon Zitrone et avait même dressé son chien à se coucher sur le ventre lorsqu'il lui disait, dans les couloirs de l'immeuble de la rue Cognacq-Jay, "l'Arsouille, fait Zitrone !". Ce dernier s'en désolait et dresse néanmoins un portrait élogieux de son collègue dans son autobiographie Big Léon. 

### Famille
Claude Darget et son épouse Simone Papin (1915-2016) ont eu deux enfants : un fils, Claude Savarit, auteur-producteur-présentateur d'Intervilles et de Jeux sans frontières entre autres, homme orchestre du petit écran avec des productions sur l'histoire, la science, l'automobile ou l'aventure spatiale qui lui valent de nombreuses distinctions, et une fille, Danielle Mérian, avocate, militante des droits de l'Homme, qui acquiert une notoriété nationale lors d'une interview dans la rue par BFM TV après les attentats du 13 novembre 2015 où, tenant des propos en faveur de la fraternité, elle se réfère au livre d'Ernest Hemingway, Paris est une fête et auteur, à la suite de cette notoriété subite, du livre, coécrit avec Tania de Montaigne : Nous n'avons pas fini de nous aimer, sorti en 2016.

## Filmographie
- 1942 : Rue Bonaparte de René Ginet (court métrage) - narrateur.
- 1943 : Maternité, (court métrage) sur la fête des mères du secrétariat à la Famille et à la Jeunesse - narrateur.
- 1958 : Chéri, fais-moi peur de Jack Pinoteau.
- 1958 : À pied, à cheval et en spoutnik de Jean Dréville.
- 1961 : Le Président d'Henri Verneuil.
- 1965 : Un milliard dans un billard de Nicolas Gessner.
- 1966 : Marie Soleil d'Antoine Bourseiller : Franz Kafka.
- 1967 : Le Petit Baigneur de Robert Dhéry : le speaker de la course nautique.
- 1980 : La Banquière.

Par ailleurs, sur disque, Claude Darget est le récitant dans un enregistrement de Pierre et le Loup de Serge Prokofiev par le Philharmonia Orchestra (direction Efrem Kurtz)[réf. nécessaire].